# Meridianville
Meridianville is een plaats (census-designated place) in de Amerikaanse staat Alabama, en valt bestuurlijk gezien onder Madison County.

## Demografie
Bij de volkstelling in 2000 werd het aantal inwoners vastgesteld op 4117.

## Geografie
Volgens het United States Census Bureau beslaat de plaats een oppervlakte van
40,5 km², geheel bestaande uit land. Meridianville ligt op ongeveer 228 m boven zeeniveau.

## Plaatsen in de nabije omgeving
De onderstaande figuur toont de plaatsen in een straal van 24 km rond Meridianville.

## Geboren
- Kira Lewis (2001), basketballer